# بریژیت (اسطوره)

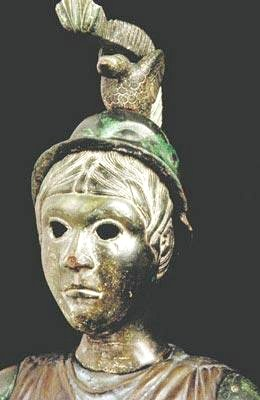
نگاره‌ای از یک تندیس بریژیت

بریژیت (بریجیت) یکی ایزدان پیشامسیحیت ایرلند موسوم به توآتا دی دانان بود. مطابق اعتقاد مردم ایرلند پیش از مسیحیت, بریژیت دختر داگدا یکی از ایزدان مهم توآتا دی دانان و همچنین همسر برس پادشاه توآتا دی دانان بود. ایرلندی‌های باستان برای بریژیت وظایف مختلف قائل بود. بریژیت ایرلندی عمیقا با باروری و فرزندزایی پیوند دارد. در ادبیات کهن, بریژیت ایزدبانوی شعر و خرد بود. او را پشتیبان صنعتگران و صنایع می‌دانستند. بریژیت در اعصار رومی ایزدبانوی ناظر چشمه‌هایی بود که احتمالا با قوای درمانگری پیوند دارند. به همین علت بریژیت با همه نوع دارو و درمان و بسیاری از چاه‌ها در ارتباط بود. بریژیت همچنین الهه حامی پیشگویان بود که در ایرلند به فیلی معروف بودند که حتی تا قرن شانزدهم هنوز در ایرلند وجود داشتند. به همین سبب گروهی بریژیت ایرلندی را با آتنا یونانی و مینروا رومی مقایسه می‌کنند. ژولیوس سزار, ژنرال رومی, نیز در مشاهدات خود درباره سلت‌ها گفته است که آن‌ها الهه‌ای مشابه مینروا داشتند که ابداع هنرها و صنایع را به او نسبت می‌دادند. ایرلندی‌های باستان در اول یا دوم فوریه جشنی به نام ایمبولک برای گدامیداشت ایزدبانو بریژیت برگزار می‌کردند. پس از مسیحی شدن ایرلند, نقش‌ها و وظایف بریژیت به یک راهبه به نام بریژیت کیلداری نسبت داده شد به نحوی جشن ایمبولک تبدیل به جشن سنت بریژیت شد. در سایر مناطق سلت‌نشین نیز ایزدبانوهای مشابهی یافت می‌شود. برای مثال در اسکاتلند و بریتانیای قدیم نیز ایزدبانویی به نام بریگانتیا پرستش می‌شد.